# Albo d'oro della Primera Divisió
La pagina elenca l'albo d'oro del massimo livello del campionato andorrano di calcio, istituito per la prima volta nel 1995. Nella stagione 1994-1995 si è giocata una stagione che ha visto la vittoria del FC Santa Coloma e che la federazione calcistica di Andorra non considera ufficiale.

## Albo d'oro
| Stagione  | Vincitore                   | Secondo Posto    | Terzo posto      | Note |
| --------- | --------------------------- | ---------------- | ---------------- | ---- |
| 1995-1996 | FC Encamp (1)               | Principat        | FC Santa Coloma  |      |
| 1996-1997 | CE Principat (1)            | FC Andorra       | Encamp           |      |
| 1997-1998 | CE Principat (2)            | FC Santa Coloma  | Encamp           |      |
| 1998-1999 | CE Principat (3)            | FC Santa Coloma  | Encamp           |      |
| 1999-2000 | Constel-Lació Esportiva (1) | FC Santa Coloma  | Inter Escaldes   |      |
| 2000-2001 | FC Santa Coloma (1)         | Sant Julià       | Inter Escaldes   |      |
| 2001-2002 | FC Encamp (2)               | Sant Julià       | FC Santa Coloma  |      |
| 2002-2003 | FC Santa Coloma (2)         | Encamp           | Sant Julià       |      |
| 2003-2004 | FC Santa Coloma (3)         | Sant Julià       | Rànger's         |      |
| 2004-2005 | UE Sant Julià (1)           | Rànger's         | FC Santa Coloma  |      |
| 2005-2006 | FC Rànger's (1)             | Sant Julià       | FC Santa Coloma  |      |
| 2006-2007 | FC Rànger's (2)             | FC Santa Coloma  | Sant Julià       |      |
| 2007-2008 | FC Santa Coloma (4)         | Sant Julià       | Rànger's         |      |
| 2008-2009 | UE Sant Julià (2)           | FC Santa Coloma  | Principat        |      |
| 2009-2010 | FC Santa Coloma (5)         | UE Santa Coloma  | Sant Julià       |      |
| 2010-2011 | FC Santa Coloma (6)         | Sant Julià       | Lusitans         |      |
| 2011-2012 | FC Lusitans (1)             | FC Santa Coloma  | UE Santa Coloma  |      |
| 2012-2013 | FC Lusitans (2)             | FC Santa Coloma  | UE Santa Coloma  |      |
| 2013-2014 | FC Santa Coloma (7)         | UE Santa Coloma  | Sant Julià       |      |
| 2014-2015 | FC Santa Coloma (8)         | Lusitans         | UE Santa Coloma  |      |
| 2015-2016 | FC Santa Coloma (9)         | Lusitans         | Sant Julià       |      |
| 2016-2017 | FC Santa Coloma (10)        | Sant Julià       | UE Santa Coloma  |      |
| 2017-2018 | FC Santa Coloma (11)        | Engordany        | Sant Julià       |      |
| 2018-2019 | FC Santa Coloma (12)        | Sant Julià       | Inter Escaldes   |      |
| 2019-2020 | Inter Escaldes (1)          | FC Santa Coloma  | Engordany        |      |
| 2020-2021 | Inter Escaldes (2)          | Sant Julià       | FC Santa Coloma  |      |
| 2021-2022 | Inter Escaldes (3)          | UE Santa Coloma  | Sant Julià       |      |
| 2022-2023 | Atlètic Escaldes (1)        | Inter Escaldes   | FC Santa Coloma  |      |
| 2023-2024 | UE Santa Coloma (1)         | Inter Escaldes   | Atlètic Escaldes |      |
| 2024-2025 | Inter Escaldes (4)          | Atlètic Escaldes | FC Santa Coloma  |      |

## Statistiche

### Titoli per squadra
| Squadra          | Titoli | Anni |
| ---------------- | ------ | --- |
| FC Santa Coloma  | 12     | 2000-2001, 2002-2003, 2003-2004, 2007-2008, 2009-2010, 2010-2011, 2013-2014, 2014-2015, 2015-2016, 2016-2017, 2017-2018, 2018-2019 |
| Inter Escaldes   | 4      | 2019-2020, 2020-2021,2021-2022, 2024-2025                                                                                          |
| Principat        | 3      | 1996-1997, 1997-1998, 1998-1999 |
| Encamp           | 2      | 1995-1996, 2001-2002 |
| Rànger's         | 2      | 2005-2006, 2006-2007 |
| Sant Julià       | 2      | 2004-2005, 2008-2009 |
| Lusitans         | 2      | 2011-2012, 2012-2013 |
| Constel·lació    | 1      | 1999-2000 |
| UE Santa Coloma  | 1      | 2023-2024 |
| Atlètic Escaldes | 1      | 2022-2023 |

### Titoli per città
| Città               | Titoli | Squadre                                                      |
| ------------------- | ------ | ------------------------------------------------------------ |
| Santa Coloma        | 13     | FC Santa Coloma (12), UE Santa Coloma (1)                    |
| Andorra la Vella    | 8      | Principat (3), Rànger's (2), Lusitans (2), Constel·lació (1) |
| Escaldes-Engordany  | 5      | Inter Escaldes (4), Atlètic Escaldes (1)                     |
| Encamp              | 2      | Encamp (2)                                                   |
| Sant Julià de Lòria | 2      | Sant Julià (2)                                               |